# Starítskoie
Starítskoie (en rus: Старицкое) és un poble de l'óblast de Saràtov, a Rússia, segons el cens del 2015 tenia 426 habitants. Pertany al districte municipal d'Engels.